# Rhabdogonium
Rhabdogonium es un género de foraminífero bentónico considerado un sinónimo posterior de Quinqueloculina de la subfamilia Flabellammininae, de la familia Lituolidae, de la superfamilia Lituoloidea, del suborden Lituolina y del orden Lituolida. Su especie tipo era Triplasia murchisoni. Su rango cronoestratigráfico abarca desde el Albiense (Cretácico inferior) hasta la Actualidad.

## Discusión
Clasificaciones previas incluían Rhabdogonium en el suborden Textulariina del orden Textulariida, o en el orden Lituolida sin diferenciar el suborden Lituolina.

## Clasificación
Rhabdogonium incluía a la siguiente especie:
- Rhabdogonium acutangulum
- Rhabdogonium articulatum
- Rhabdogonium carinatum
- Rhabdogonium excavatum
- Rhabdogonium exilis
- Rhabdogonium insigne
- Rhabdogonium liasinum
- Rhabdogonium maertensi
- Rhabdogonium minutum
- Rhabdogonium murchisoni
- Rhabdogonium pericardium
- Rhabdogonium romeri
- Rhabdogonium strombecki
- Rhabdogonium suprajurassicum
- Rhabdogonium tricarinatum